# Platycephalisca
Platycephalisca är ett släkte av tvåvingar. Platycephalisca ingår i familjen fritflugor.
Kladogram enligt Catalogue of Life:
| Platycephalisca | \| \| Platycephalisca amurensis \| \| \| \| \| \| Platycephalisca australica \| \| \| \| \| \| Platycephalisca novaeguineae \| \| \| \| |
|                 | \| \| Platycephalisca amurensis \| \| \| \| \| \| Platycephalisca australica \| \| \| \| \| \| Platycephalisca novaeguineae \| \| \| \| |
|                 | Platycephalisca amurensis |
|                 | |
|                 | Platycephalisca australica |
|                 | |
|                 | Platycephalisca novaeguineae |
|                 | |